# Château de Chamerolles
Le château de Chamerolles est un château français de la Renaissance situé à Chilleurs-aux-Bois, dans le département du Loiret en région Centre Val de Loire.
Il fait l’objet d’un classement au titre des monuments historiques depuis 1927 et d'une inscription depuis 1988.
Il fait partie des châteaux de la Loire.

## Géographie
Le château est situé le long de la route de Gallerand (route départementale 109 reliant les bourgs de Chilleurs-aux-Bois à Courcy-aux-Loges), à 2,5 km au sud est du bourg de Chilleurs-aux-Bois (canton de Pithiviers), à une trentaine de kilomètres au nord est d'Orléans.
L'édifice est bâti sur le cours de l'Œuf, à 120 m d'altitude, dans la région naturelle de la forêt d'Orléans.
Le sentier de grande randonnée GR32-655 Est longe le parc du château.
La commune de Chilleurs-aux-Bois est desservie par la ligne 20A du réseau d'autocars Ulys.
L'accès no 7 de l'autoroute A19 est situé à 6 km au nord du château.

## Historique
Le château a été bâti autour de 1530 par Lancelot Ier du Lac, chambellan du roi de France Louis XII puis bailli d'Orléans sous le règne du roi François Ier, sur l'emplacement d'une ancienne maison forte construite par Les Brouard de Chamerolles. Il a conservé la forme traditionnelle des forteresses médiévales mais a été conçu comme un château d'habitation.
Au XVIe siècle, sous Lancelot II (petit-fils de Lancelot Ier) qui se rallie au protestantisme en 1562, Chamerolles se distingue en abritant un temple protestant dans une de ses pièces. Le château devint un haut lieu de la religion protestante dans la région. En 1672, Chamerolles appartient à Jacques Saumery, beau-frère de Jean-Baptiste Colbert, ministre du roi Louis XIV. Il est gouverneur du château royal de Chambord et du comté de Blois, maréchal des armées du roi et grand-maître des Eaux et Forêts d'Île-de-France.
Au XVIIIe siècle, en 1774, le château devient la propriété des Lambert, puis celle de Gaston Jessé-Curély en 1924. Occupé, saccagé et dépouillé pendant la Seconde Guerre mondiale, il est mis en vente en 1970. En 1976, la Ville de Paris se retrouve avec la charge de Chamerolles. Délaissé, le château tombait en ruines.
Après toutes ces péripéties, c'est donc une ruine en bien mauvais état que rachète le conseil général du Loiret en 1987. Après cinq années de travaux, le château et ses jardins sont ouverts à la visite en 1992. La restauration a été effectuée par l'architecte des monuments historiques Jacques Moulin. Remeublé afin de restaurer l'atmosphère à l'époque de ses habitants, un musée des parfums est installé dans l'aile sud. Le château accueille un ensemble de pièces et d'objets uniques témoignant de l'histoire du parfum et de l'hygiène au fil des siècles. La muséographie autour du parfum a été confiée à Didier Moulin.

## Description

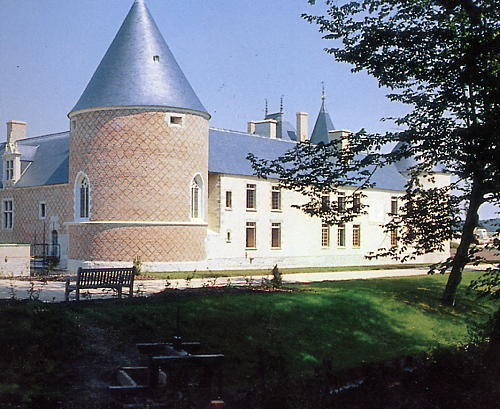
La tour de la chapelle et l'aile sud, depuis les jardins.

Le plan est classique : le château forme un quadrilatère avec une grosse tour cylindrique à chaque angle. Il comporte quatre niveaux et un imposant châtelet d'entrée sur le côté est, flanqué de deux tourelles percées de canonnières. Le tout est entouré de douves.
La construction est en calcaire de Beauce enduit à la chaux (châtelet d'entrée, aile sud et façade extérieure de l'aile nord, tours nord-est et sud-est) et en briques (tours nord-ouest et sud-ouest, aile ouest, galerie de l'aile sud et façade intérieure de l'aile nord). Les façades constituées d'une maille de briques rouges et noires sont typiques de la région naturelle du Val de Loire.
Les toits sont recouverts d'ardoise.
L'aile ouest abritait le logis seigneurial à la Renaissance. La cour d'honneur est fermée sur trois côtés et on y trouve un puits avec une très belle coupole et une galerie renaissance.
L'élévation de la cour du château, datant des années 1530, a été reprise aux XVIIe et XVIIIe siècles, sans en changer profondément le caractère.
La chapelle a conservé des peintures originelles uniques en France. Une restauration en 1991 a permis de dégager des éléments liés à l'occupation protestante, sous la forme de trois textes peints au mur, reprenant le  Décalogue de la Bible de Genève de 1588, le Credo et le Notre-Père. 
À côté du château, juste derrière les douves côté est, se trouvent des jardins créés par Jacques Moulin, lors de la restauration du château, dans le style des jardins de la Renaissance française, à la fin du XVIe siècle. Un parc traversé par une rivière se situe côté sud.
L'ancienne halle de Bellegarde, datant du XVIIe siècle a été démontée, restaurée puis installée dans l'enceinte du château. Elle a été inaugurée le 18 septembre 2009 dans le cadre de l'exposition « Aux origines du Loiret, de la Préhistoire à l'A19 ».

## Fréquentation
Le château a accueilli 43 048 visiteurs en 2013 ce qui en fait le deuxième château et le sixième site le plus visité du département.
Données relatives aux fréquentations dans les châteaux
|                        | 2007   | 2008    | 2009    | 2010    | 2011    | 2012    | 2013    |
| ---------------------- | ------ | ------- | ------- | ------- | ------- | ------- | ------- |
| Château de Chamerolles | 40 953 | 39 802  | 45 470  | 56 302  | 41 539  | 51 083  | 43 048  |
| Loiret                 | ?      | 221 000 | 219 100 | 236 150 | 235 300 | 248 550 | 259 150 |

## Événements culturels
La remise du prix littéraire Boccace se déroule tous les ans depuis le 29 mai 2011 au château.
Chaque année, en octobre, le château organise les Journées des Collectionneurs des parfums et flacons.
Divers événements rythment la vie du château : chocochâteau au printemps, les Rendez-vous au jardin début juin, le week-end Renaissance fin juillet réunissant des compagnies artistiques de la Renaissance, les Journées Européennes du Patrimoine en septembre, les animations familiales organisées sur chaque vacances scolaires, le livret-jeu "le mot secret" en juillet et en août pour découvrir de manière ludique les jardins du château, et bien d'autres événements.

## Galerie

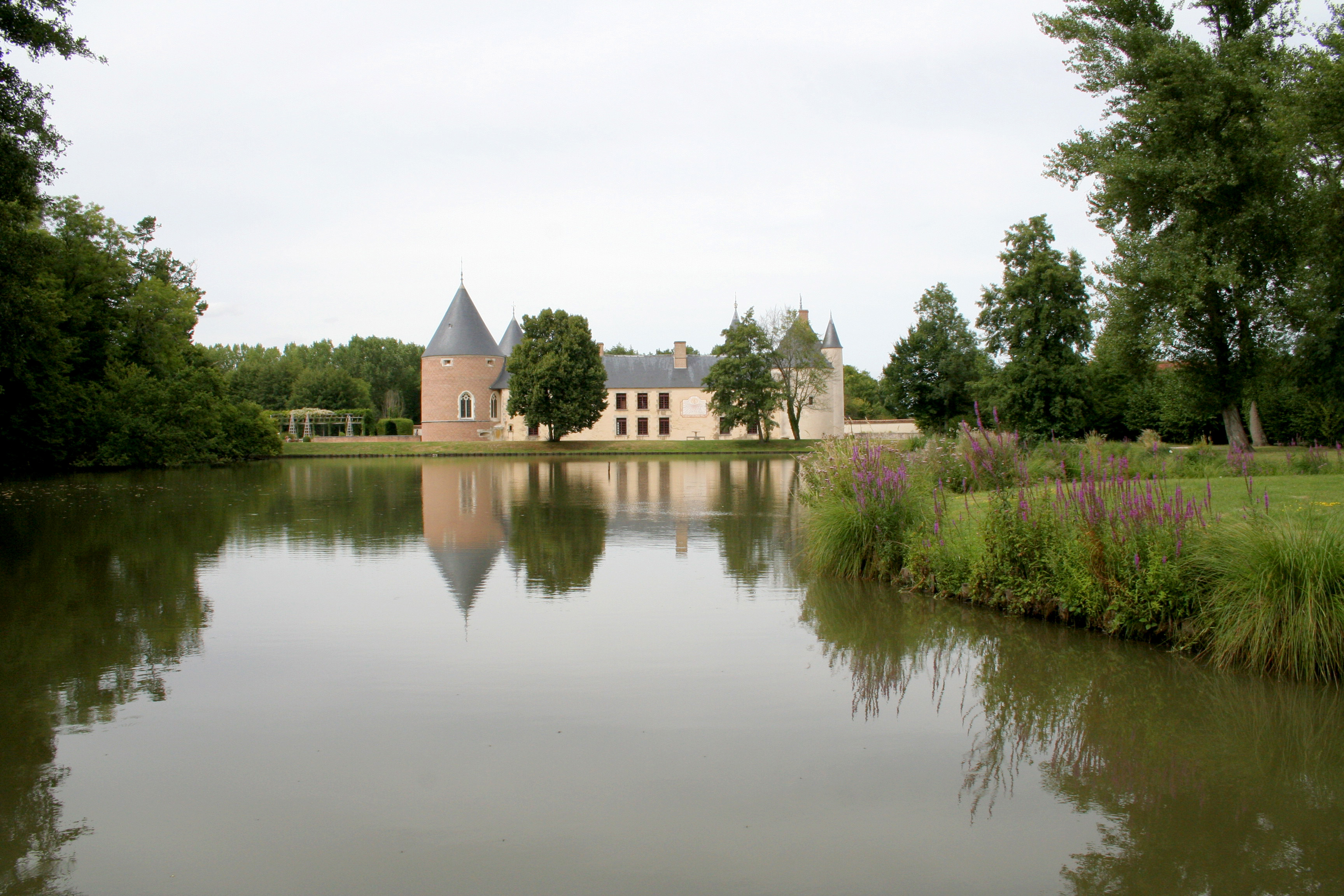
Vue générale avec les jardins et l'étang.
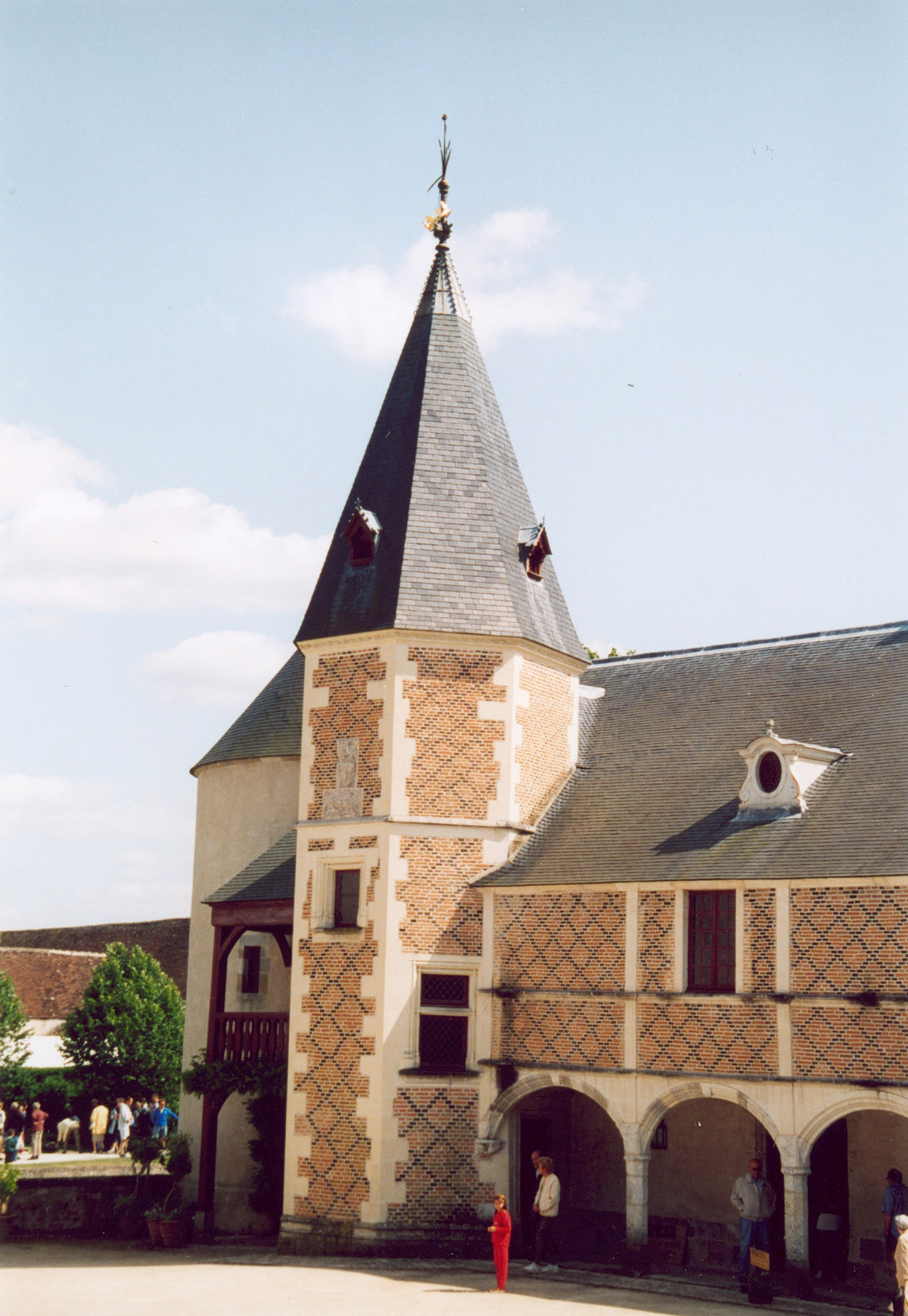
La galerie intérieure et l'escalier.
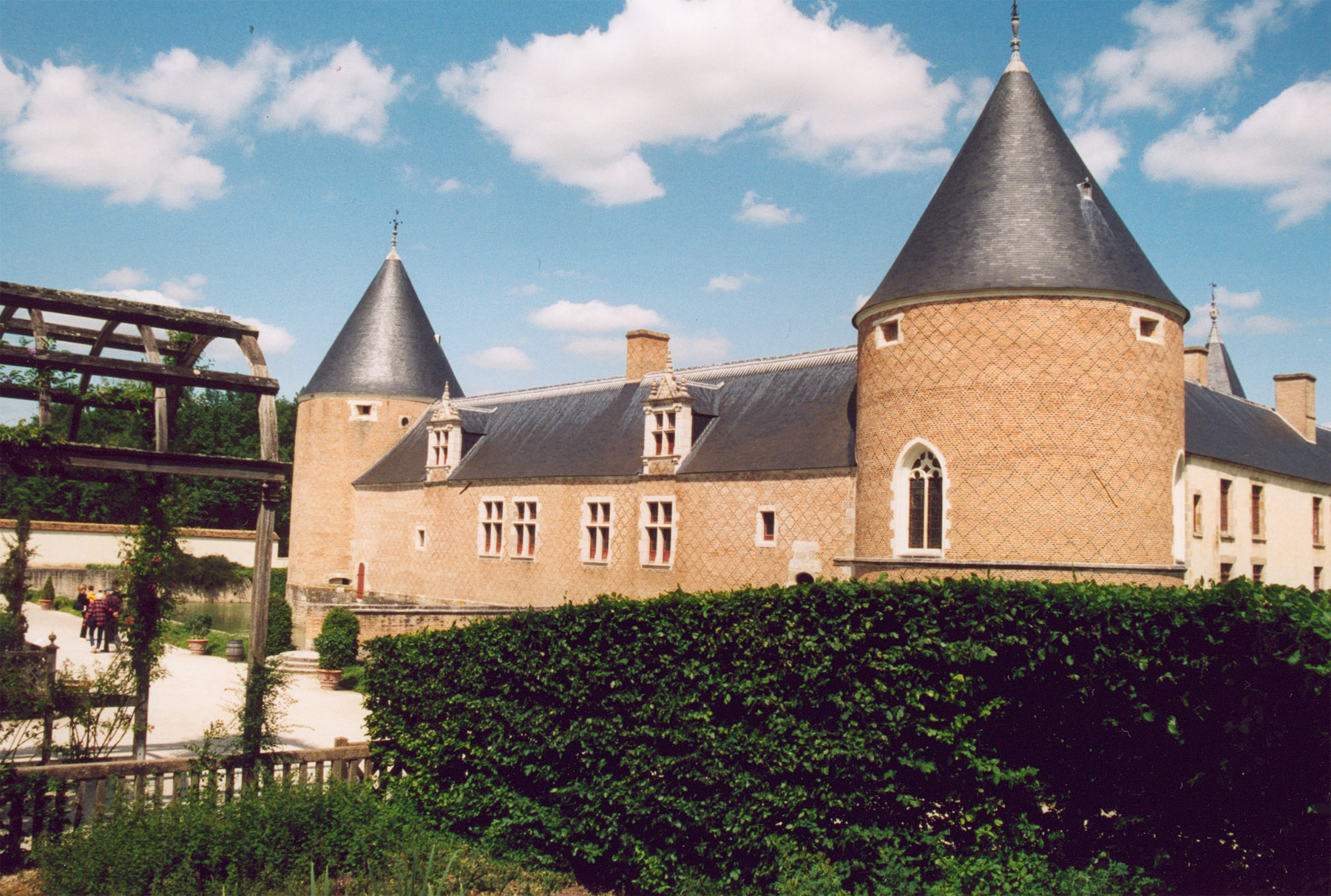
Vue du côté ouest, depuis les jardins.
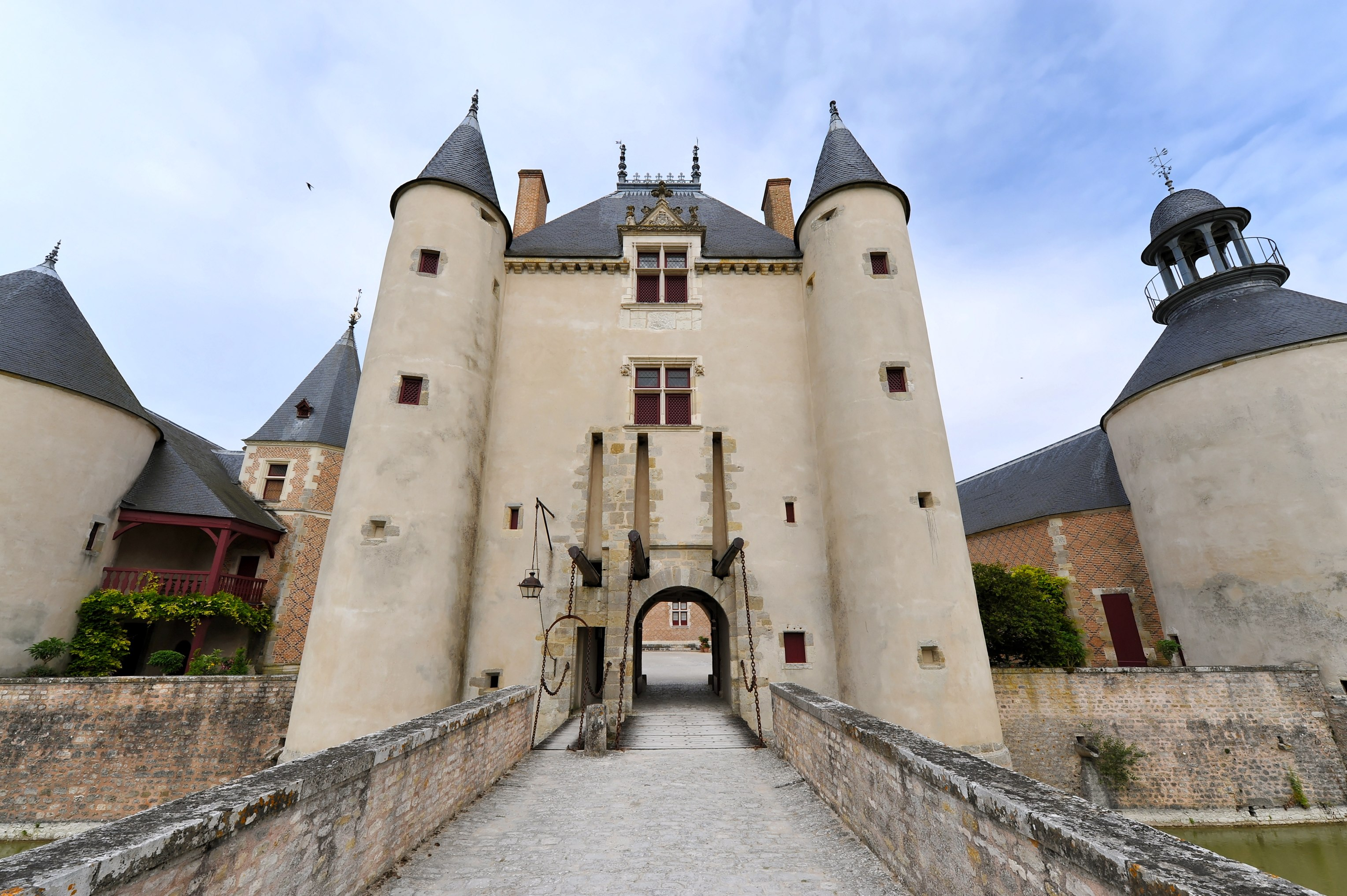
Le châtelet d'entrée.
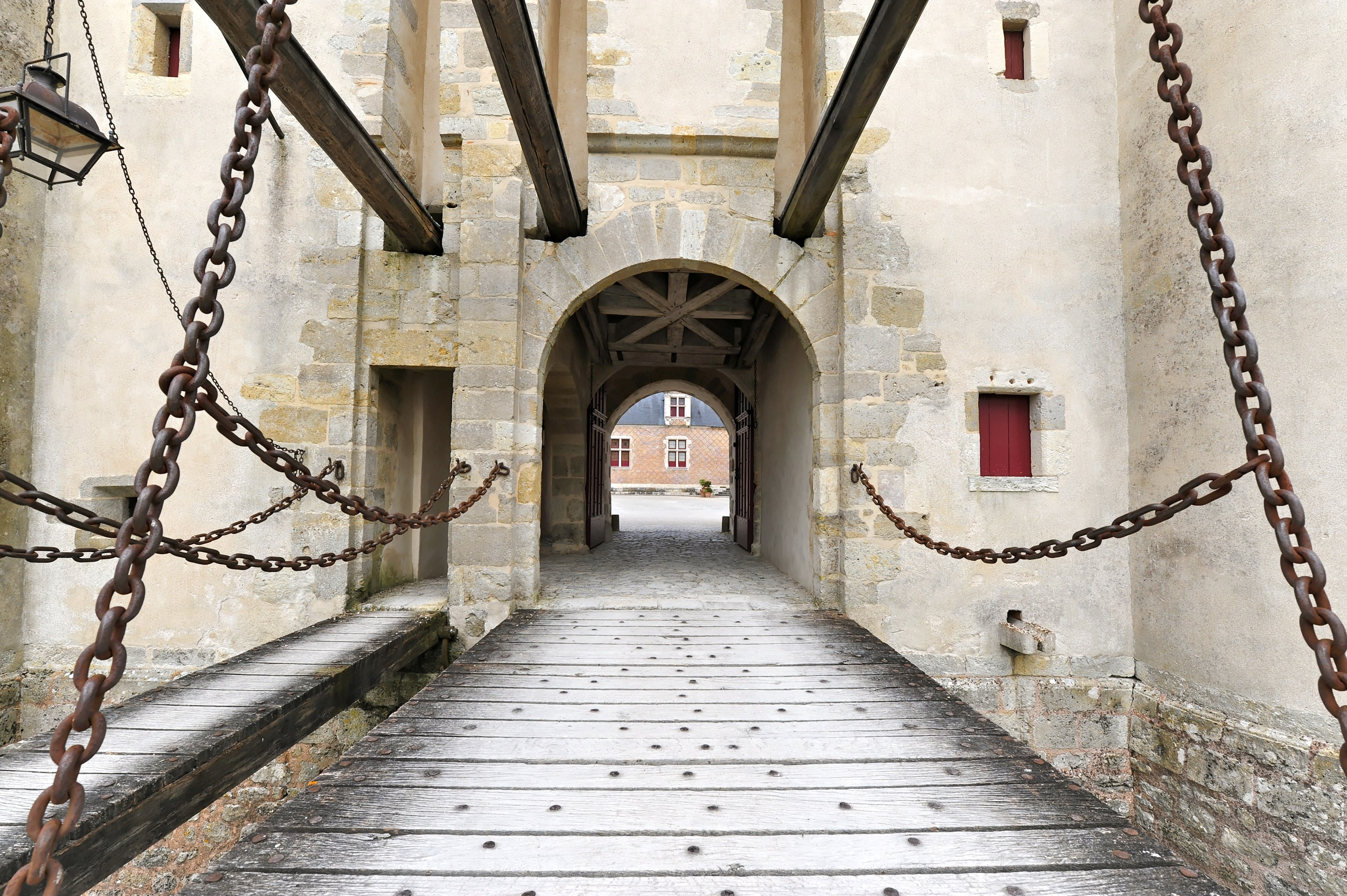
Double pont-levis.
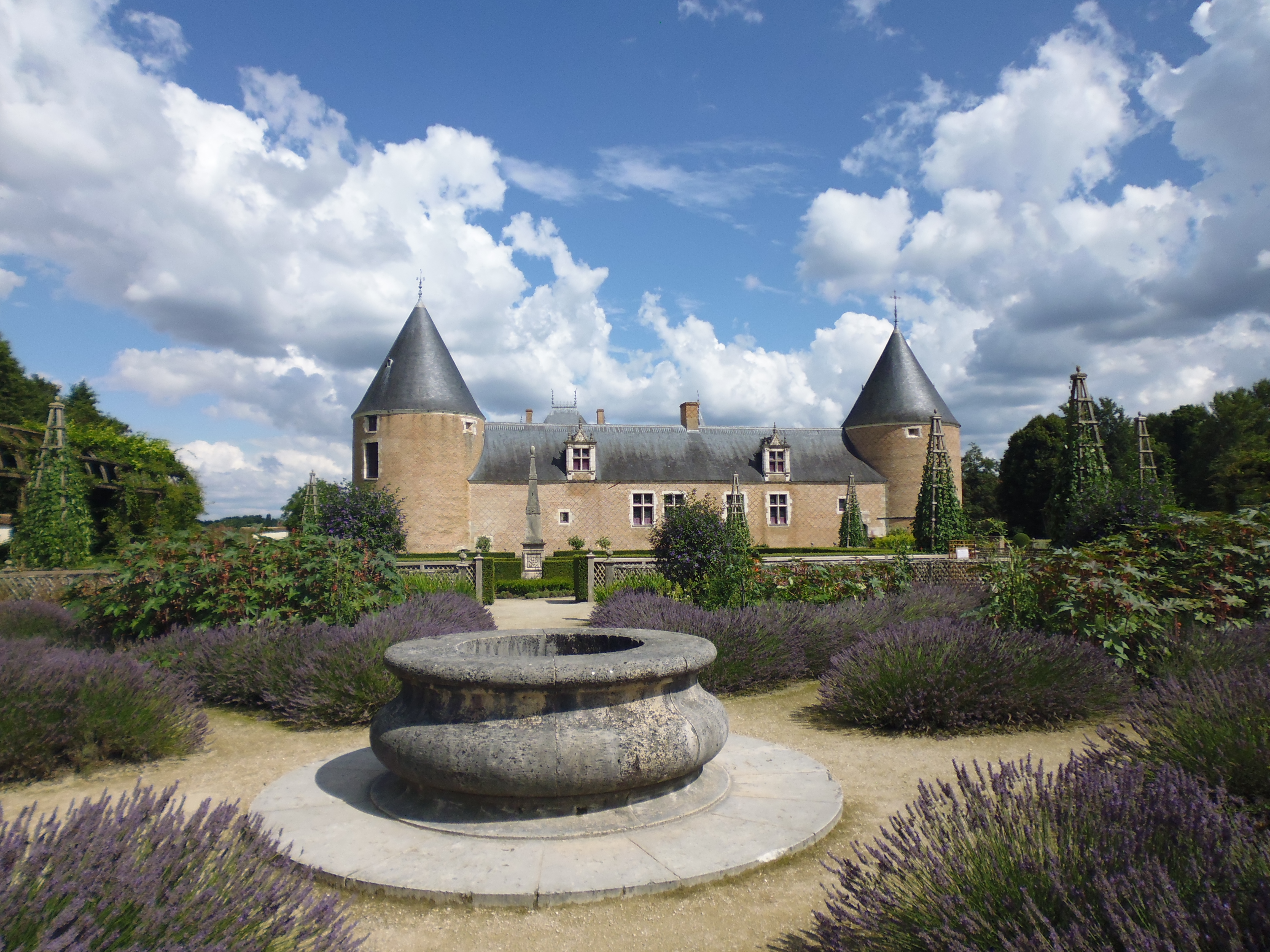
Le côté ouest depuis les jardins.
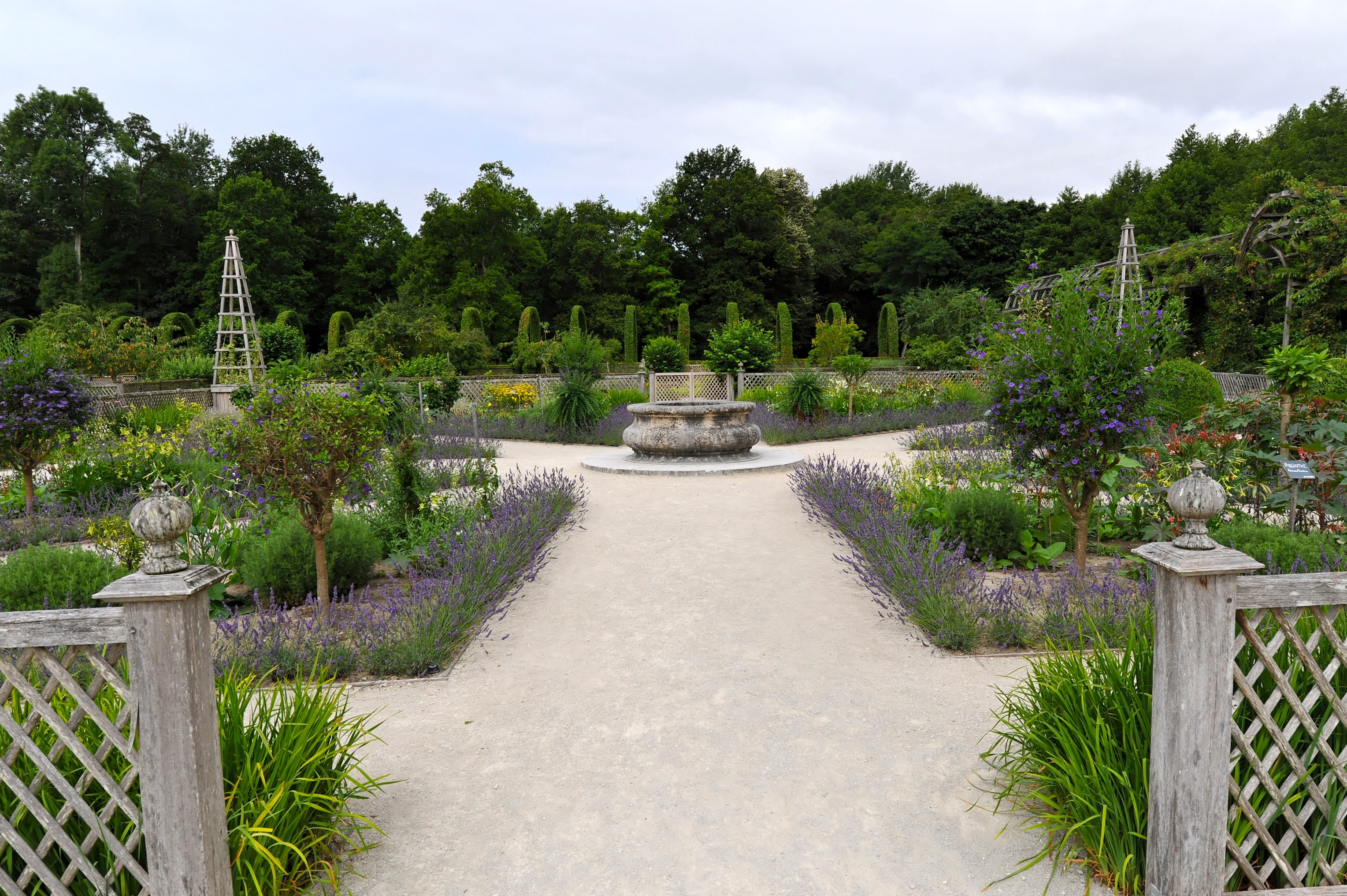
Jardins Renaissance.
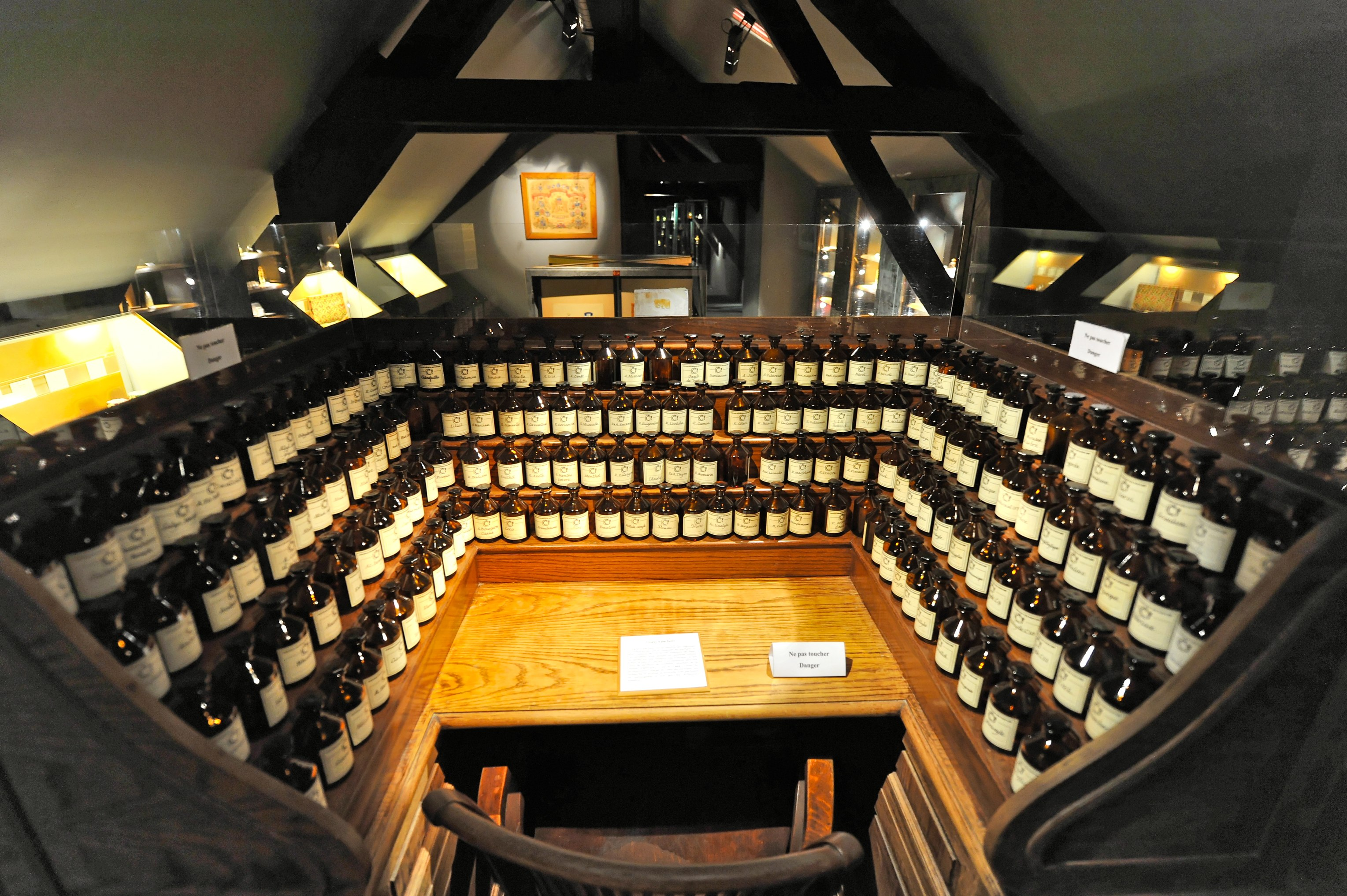
Orgue à Parfums.
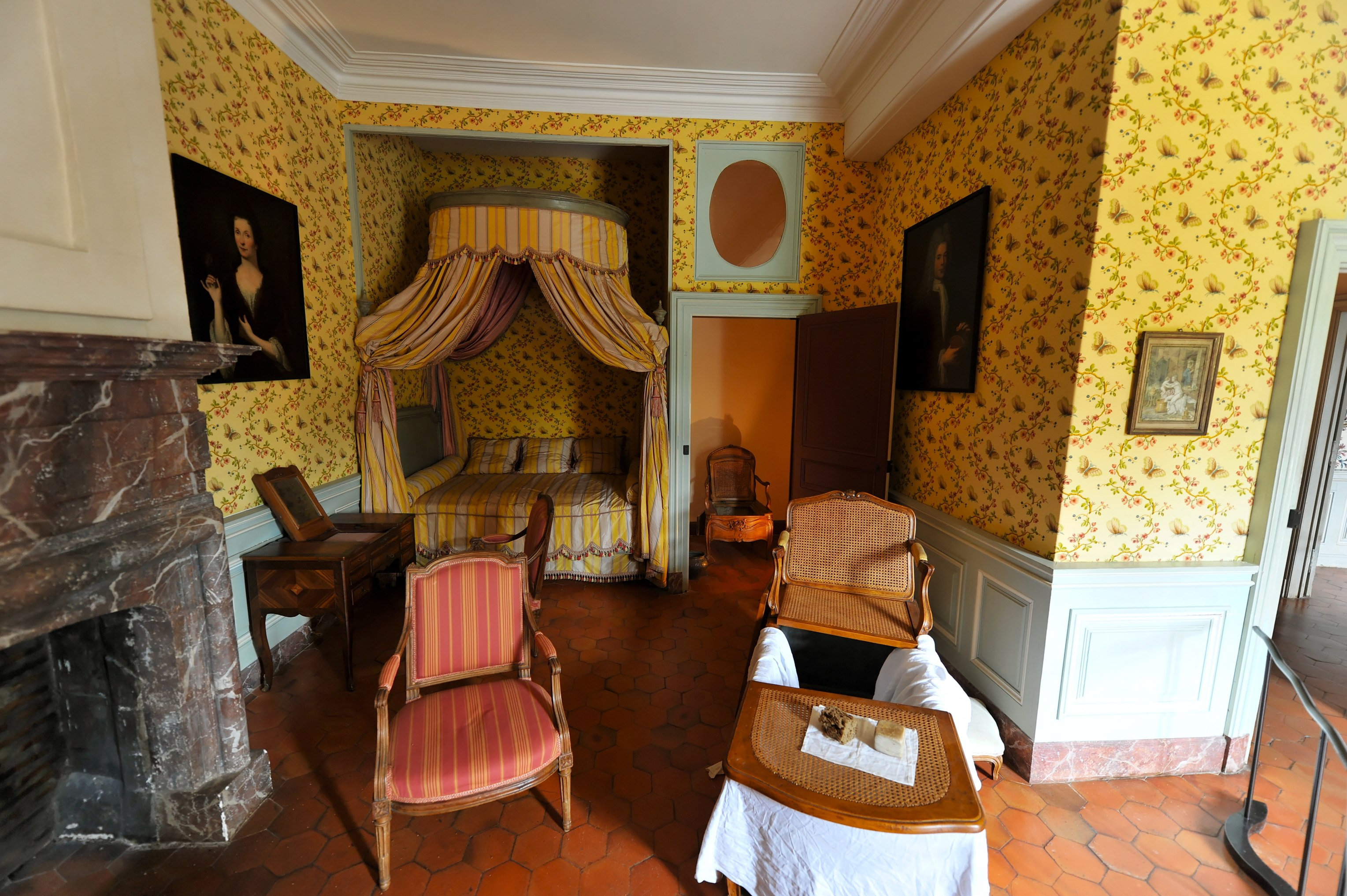
Chambre XVIIIe siècle.

## Classement
Le château est classé partiellement Monument Historique depuis 1927.
Le château est répertorié refuge LPO depuis 2020.
Le château fait partie de la Route de la Rose.